# Doming Lam
 (février 2023).
Pour les articles homonymes, voir Lam.
Doming Lam, de son vrai nom Lam Ngok-pui (林樂培, 5 août 1926 - 11 janvier 2023,) est un compositeur et chef d'orchestre macanais considéré comme le « père de la musique moderne de Hong Kong » pour ses contributions à l'industrie musicale hongkongaise.

## Biographie
Né à Macao en 1926 dans une fratrie de 21 enfants, Lam apprend le violon et s'installe à Hong Kong en 1947, où il participe à la fondation de l'Orchestre sino-britannique, l'ancêtre de l'Orchestre philharmonique de Hong Kong, et en est l'un des violonistes.
Il part étudier la musique au Conservatoire royal de musique à Toronto de 1954 à 1958 et à l'université de Californie du Sud à Los Angeles de 1960 à 1963. Il travaille ensuite quelque temps à Hollywood puis retourne à Hong Kong pour travailler pour la station de radio et de télévision Rediffusion (en) en tant que producteur de ses programmes culturels et de divertissement.
Son objectif en écrivant de la musique est de créer de la musique chinoise moderne en appliquant une technique d'avant-garde sur des racines traditionnelles. Sa pensée a influencé nombre de ses contemporains et de jeunes compositeurs.

## Honneurs et récompenses
En 1999, lors de la fête japonaise du Bunka no hi, Lam est nommé comme l'un des cinq maîtres compositeurs asiatiques par le cercle musical de Tokyo. Il est le premier compositeur né à Macao à figurer dans le prestigieux Grove Dictionary of Music and Musicians. Il est nommé membre honoraire de la Société internationale pour la musique contemporaine lors de ses Journées mondiales de la musique à Hong Kong en 2007.